# Oswald Lints
Oswald Guillaume Henri Lints (18 d'abril de 1894 – ?) va ser un genet belga que va competir a començaments del segle xx.
El 1920 va prendre part en els Jocs Olímpics d'Anvers, on va disputar dues proves del programa d'hípica. En la competició del concurs complet per equips guanyà la medalla de bronze, mentre en el concurs complet individual fou desè.
Vuit anys més tard, als Jocs d'Amsterdam, va disputar dues noves proves del programa d'hípica. En doma clàssica per equips fou vuitè, mentre en doma clàssica individual fou vint-i-quatrè.